# Irite
L'irite è l'infiammazione dell'iride e dei corpi ciliari. Fa parte delle uveiti.
Le uveiti si dividono in anteriori e posteriori (rispettivamente iridocicliti le prime, corioretinite le seconde). Le uveiti possono avere più origini: infettive, traumatiche, autoimmunitarie, idipoatiche. Possono essere singole o associate ad altre malattie sistemiche (malattia di Crohn, sindrome di Sjögren per esempio). Possono essere inoltre acute e croniche.
I sintomi delle uveiti anteriori sono: dolore oculare, bruciore, fotofobia, calo del visus. I segni oculari sono: miosi, tyndall della camera anteriore, precipitati sull'endotelio corneale. Le posteriori hanno intorbidamento del vitreo e essudati infiammatori retinici.
La terapia è eziologica e cortisonica, locale e sistemica.